# Florante Condes
Florante Condes est un boxeur philippin né le 20 mai 1980 à Looc.

## Carrière
Passé professionnel en 2001, il devient champion du monde des poids pailles IBF en battant aux points Muhammad Rachman le 30 septembre 2007. Condes cède son titre dès le combat suivant face à Raúl García Hirales le 14 juin 2008 et met un terme à sa carrière en 2016 sur un bilan de 27 victoires, 10 défaites et 1 match nul.